# Csóka (szőlőfajta)
A csóka a Kárpát-medencében őshonos kékszőlő. Régen vadfeketének és cigányszőlőnek is hívták.

## Tulajdonságai
A csóka kúpos kicsi fürtjei sötétkékek, néhol feketék. Ellenálló igénytelen fajta.
A kadarka elterjedése előtt festőszőlőként is használták. A török kor után a kadarkával házasították.

## Elterjedése
A 2010-es évekre szinte kipusztult, a Pécsi Szőlészeti és Borászati Kutatóintézet génbankjában őriznek csókamagokat a faj megmentése érdekében. A középkorban a Villányi-hegység területén termelték. A fajtát jelenleg kevesebb mint két hektáron termesztik, leginkább az Etyek-Budai borvidéken, pl. Szentesi József borászatában. Amúgy a villányi, zalai és badacsonyi, sőt most már a mátrai  borvidéken is megtalálható. Ma alig tucatnyi termelő készít bort a fajtából, de minden esély megvan arra, hogy jobban elterjedjen.